# Villa Robert-Lindet
La villa Robert-Lindet est une voie du 15e arrondissement de Paris, en France.

## Situation et accès
La villa Robert-Lindet est une voie publique située dans le 15e arrondissement de Paris. Elle débute au 14, rue des Morillons et se termine au 13, rue Robert-Lindet.

## Origine du nom

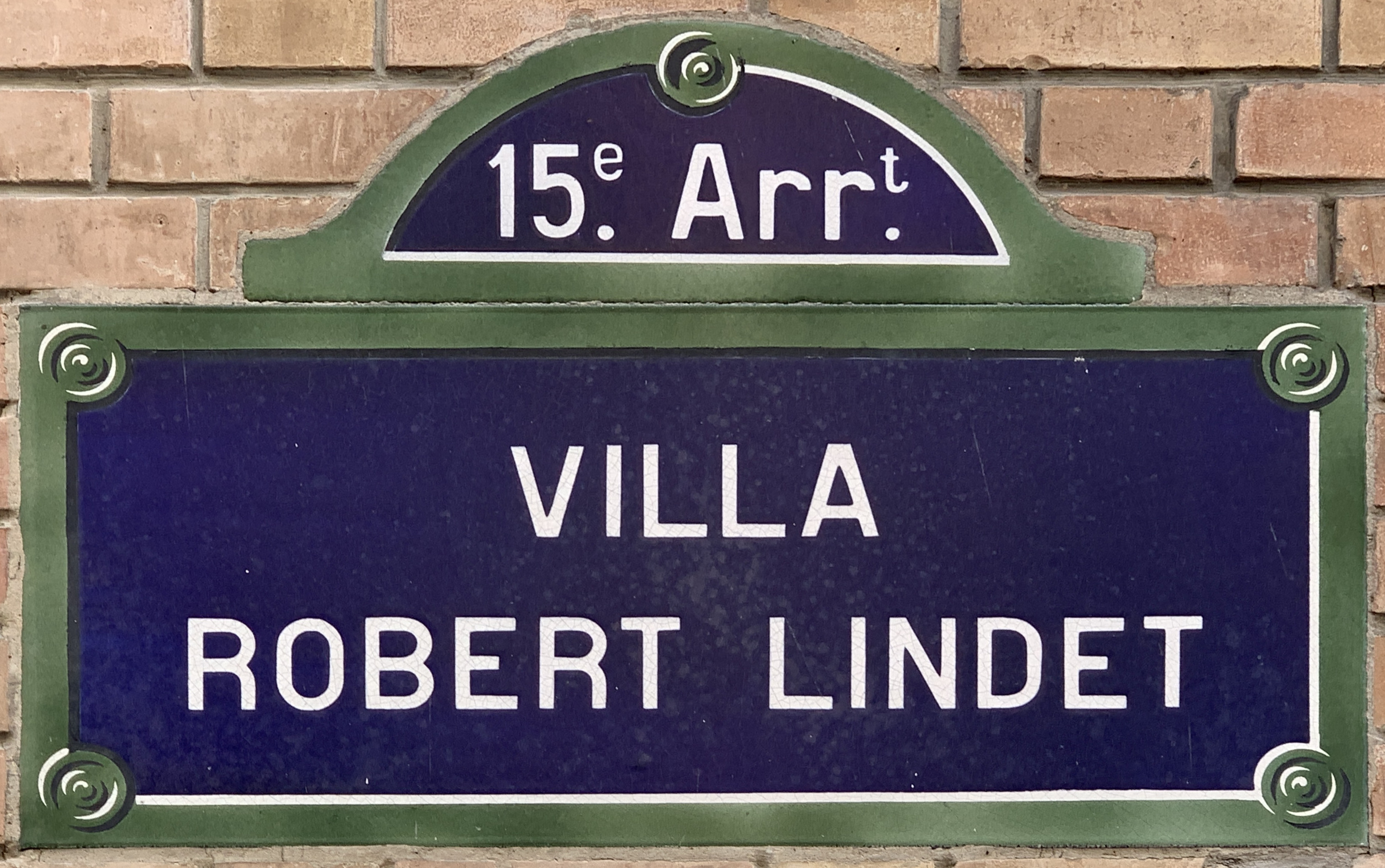
Plaque de la villa.

Elle porte le nom de l'homme politique français Robert Lindet (1746-1825).

## Historique
Cette voie est ouverte en 1927.